# Tatort: Die chinesische Prinzessin
Die chinesische Prinzessin ist ein Fernsehfilm aus der Kriminalreihe Tatort. Der Film wurde vom WDR produziert und am 20. Oktober 2013 nahezu zeitgleich von den Sendern Das Erste, ORF 2 und SRF 1 erstmals ausgestrahlt. Er ist die 883. Folge der Tatort-Reihe und der 24. Fall des von Axel Prahl und Jan Josef Liefers dargestellten Ermittlerduos Thiel und Boerne.

## Handlung
Songma, eine chinesische Künstlerin, Dissidentin, Prinzessin und die letzte Nachfahrin der chinesischen Kaiserinwitwe Cixi, stellt ihre Werke, denen viel Beachtung geschenkt wird, im Westfälischen Landesmuseum aus. Jürgen Martin, Kurator des Landesmuseums, zeigt sich zufrieden, die Künstlerin für eine Ausstellung gewonnen zu haben, die ein kulturelles Großereignis in Münster darstellt. Doch dann wird die Chinesin nach der Vernissage, in deren Verlauf der Rechtsmediziner Boerne mit der Dame Bekanntschaft machte, in der Münsteraner Rechtsmedizin mit einem Skalpell ermordet und Boerne verletzt neben der Toten liegend aufgefunden. Boerne selbst kann sich nicht an die Geschehnisse der letzten Stunden erinnern. In seinem Blut wird Kokain gefunden. So bleibt zunächst offen, ob Boerne die Chinesin unter Drogeneinfluss getötet hat oder ob womöglich der chinesische Geheimdienst in den Mordfall verwickelt ist. Immerhin wollte die Chinesin über die Situation der Uiguren in China aufklären. Entsprechende Videoclips, die die Menschenrechtsverletzungen zeigen, befinden sich auf ihrem Laptop, der jedoch gerade von einem Chinesen entwendet wird, als Kommissar Thiel sich in der Wohnung der Prinzessin umsehen will. Thiel kann den Chinesen festnehmen, der aber, wie sich herausstellt, einen Diplomatenpass besitzt und Kulturattaché ist. Die chinesische Botschaft, das Auswärtige Amt sowie das Innenministerium NRW sind empört und drängen Staatsanwältin Klemm dazu, den Fall schnellstmöglich aufzuklären. So steht Boerne weiter unter Mordverdacht und wird in Untersuchungshaft genommen.
Unterdessen ist Songmas Assistent Zhao Yu-Tang untergetaucht, um vor Gangstern der Triaden, der chinesischen Mafia, zu flüchten. Seine schwangere Verlobte, Xia Miao, ist verängstigt. Auch sie arbeitete für Songma als Assistentin und wird nun von Chinesen heimlich beschattet. Sie weiß, dass diese Leute gefährlicher sind als der Geheimdienst. Kurz darauf wird der Uigure Alim Can in einem Waldstück bei Münster ermordet aufgefunden. Er war auf Drängen der chinesischen Regierung als Terrorverdächtiger in Afghanistan festgenommen, nach Guantanamo gebracht und nach Feststellung seiner Unschuld schließlich vom Inselstaat Palau aufgenommen worden. Unterdessen meldet sich Zhao Yu-Tang bei seiner Verlobten. Er weiß, dass ihre Feinde auf der Suche nach einem Buch sind. Alberich gelingt es nachzuweisen, dass man Boerne das Kokain verabreicht haben muss und er es nicht selber genommen hat. Daraufhin wird er von Thiel aus der Haft geholt, damit er ihn aufgrund seiner Kenntnisse der chinesischen Kultur bei dem Fall aktiv unterstützen kann.
Die Spuren konfrontieren die Ermittler in Münster mit der chinesischen Mafia. Als Zhao Yu-Tang unvermittelt auf Thiel trifft, flüchtet er, und Thiel nimmt Xia Miao ins Verhör. Von ihr erfährt er, dass Songma nicht in erster Linie aufklären wollte, sondern nur auf Sensationen aus war. Dem ermordeten Uiguren wollte sie in aller Öffentlichkeit ein 1000 Jahre altes uigurisches Buch überreichen. Im Gegenzug hatte der Uigure Beweise gesammelt, nach denen die uigurisch-islamistische Terrororganisation nur eine Erfindung der chinesischen Regierung sei. Auf der Suche nach dem Buch und dem USB-Stick mit den Beweisen, den Zhao Yu-Tang an sich genommen hat, gelangen die Ermittler in ein chinesisches Lagerhaus. Yu-Tang will sich und seiner Verlobten mit den gesuchten Objekten Sicherheit verschaffen, indem er die Dinge seinen Verfolgern übergibt. Doch das misslingt und er wird niedergeschlagen. Thiel und Boerne finden und befreien ihn, werden aber von den Angehörigen der chinesischen Triaden verfolgt. Auch Thiels Assistentin Nadeshda, die am Auto wartet, wird als Geisel genommen. Die Verfolgung endet im Museum, und es wird klar, dass sowohl der chinesische Kulturattaché als auch Dr. Martin, der Kurator des Museums, in den Fall verwickelt sind. In der Vernehmung sagt Dr. Martin aus, dass er Songma am Tatabend gefolgt ist und Zhao Yu-Tang in der Rechtsmedizin gesehen hat. Mit dieser Aussage konfrontiert, gesteht Yu-Tang, die Prinzessin umgebracht zu haben, weil sie alle mit ihrem Vorhaben in höchste Gefahr gebracht hatte und er seine schwangere Verlobte und sich schützen wollte.

## Hintergrund

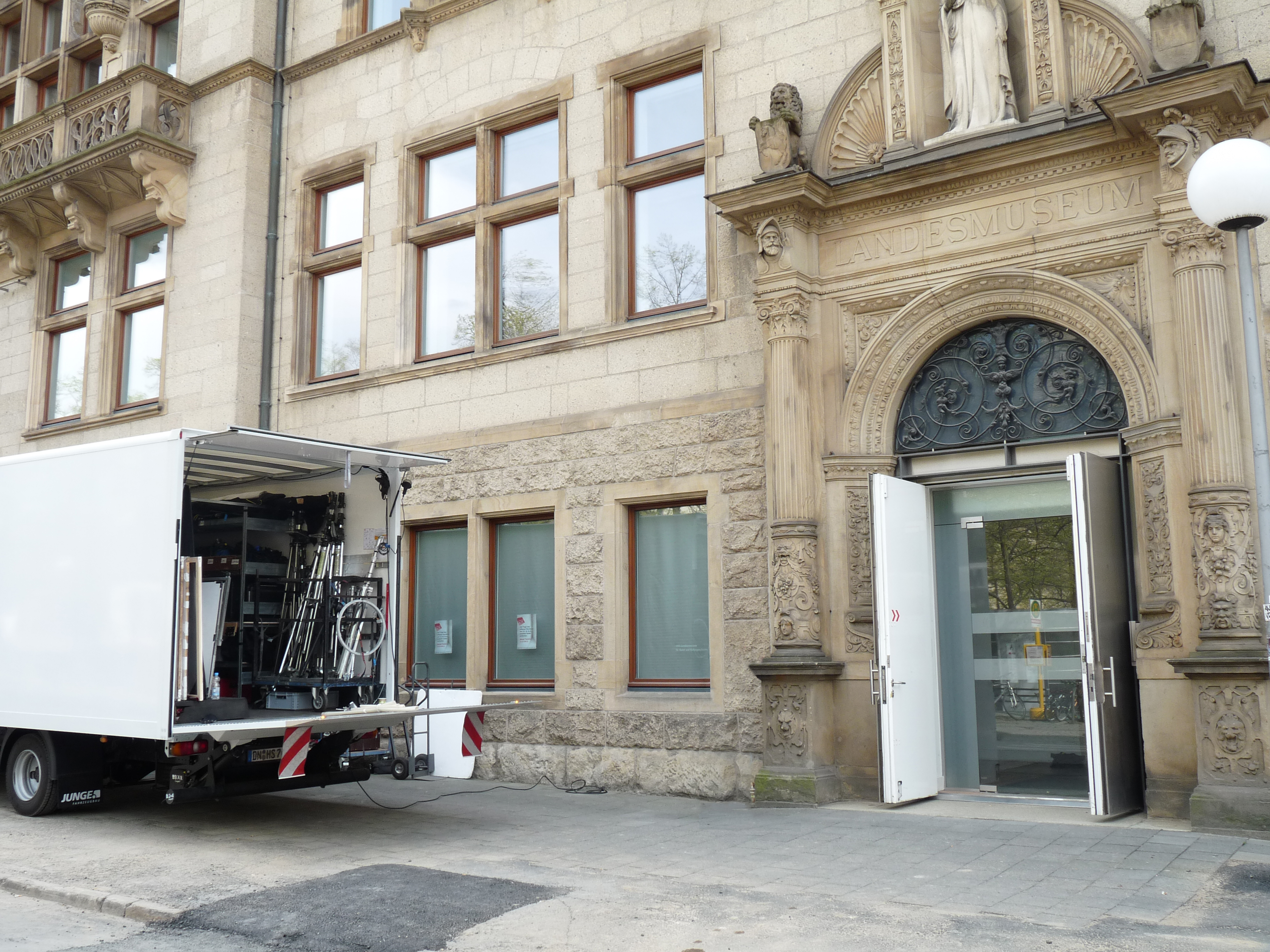
Dreharbeiten im LWL-Museum für Kunst und Kultur

Der Titel Die chinesische Prinzessin verweist auf die weibliche Hauptfigur der in der Folge erwähnten Oper Turandot von Giacomo Puccini. Die Figur der dissidenten Künstlerin Songma kann als Anspielung auf den chinesischen Künstler Ai Weiwei interpretiert werden.
Der Film wurde in Münster, Köln und Umgebung gedreht. Die Dreharbeiten zur Folge begannen am 4. April 2013. Vom 29. April bis zum 3. Mai 2013 erfolgten die eine Woche andauernden Dreharbeiten in Münster, womit länger als in den vergangenen Jahren in Münster gedreht wurde. Gut eine Woche vor dem Drehstart in Münster trafen sich Vertreter des Produktionsteams mit Mitarbeitern des Tiefbauamtes der Stadt Münster und Vertretern des Landesmuseums am LWL-Museum für Kunst und Kultur, das als Kulisse für die Tatort-Produktion diente, obwohl zum Zeitpunkt der Dreharbeiten die seit Juli 2012 andauernden Baumaßnahmen noch nicht abgeschlossen waren. Für die mehrtägigen Dreharbeiten am Landesmuseum, die am 30. April 2013 begannen, wurden Baugruben zugeschüttet, um die Baustelle vor der Kamera zu verbergen. Im zweiten Obergeschoss des Landesmuseums wurden 130 rote Lampions und eine Vielzahl von Bambusstangen für die Dreharbeiten installiert. Szenenbildner Alexander Scherer hatte diese Installationen eigens für die Dreharbeiten entworfen. Tags zuvor, am 29. April 2013, starteten die Dreharbeiten in Münster mit Aufnahmen an der Gartenstraße mit der Justizvollzugsanstalt Münster als Kulisse. In den frühen Abendstunden des 29. April 2013 wurden die Dreharbeiten an der Rückseite des Hauptbahnhofes auf dem Bremer Platz fortgesetzt. Weitere Dreharbeiten fanden am Ludgeriplatz, am Überwasserkirchplatz sowie am Prinzipalmarkt statt. Die fünf Drehtage in Münster umfassten überwiegend Nachtdrehs. Am 2. Mai 2013 wurden die Dreharbeiten in Münster beendet. Die Dreharbeiten für die Folge endeten einen Tag später.
Maverick Quek war bereits 2007 in der Münsteraner Tatort-Folge Ruhe sanft! zu sehen.
Die schnellste Leiche in einer erstmals 2013 ausgestrahlten Tatort-Folge war 36 Sekunden nach dem Vorspann in der Folge Die chinesische Prinzessin zu sehen.
In dieser Folge sind Ausschnitte der Arie Nessun dorma aus der Oper Turandot von Giacomo Puccini zu hören.
Am Ende des Films bedankt sich Boerne bei seiner Assistentin und sagt das erste Mal „Frau Haller“ zu ihr.
Nie zuvor wurden die beiden Münsteraner Krimis Wilsberg sowie der Tatort um das in Münster tätige Ermittlerduo Thiel und Boerne binnen 24 Stunden ausgestrahlt, so wie dies mit Hengstparade und Die chinesische Prinzessin am 19. und 20. Oktober 2013 der Fall war.

## Rezeption

### Kritiken
Die Folge Die chinesische Prinzessin erhielt mehrheitlich positive Kritiken.

#### Überwiegend positive Kritiken
Christian Buß aus der Redaktion des Spiegels schreibt, Die chinesische Prinzessin sei ein „überraschend guter Münster-‚Tatort‘“. In dem „ersten starken Fall seit Jahren“ gingen „schwarzer Humor und Polit-Thrill“ zusammen. „Erotik als Freakshow, das passt sehr gut in den Münsteraner ‚Tatort‘“, in dem „der Professor ganz wuschig“ werde, als die „schöne Künstlerin das eine oder andere Organ aus dem Formaldehyd hebt, um es lasziv in ihren Händen zu wiegen“. Derweil versuche Kommissar Thiel „im Vollrausch“ seine „junge Kollegin Nadeshda Krusenstern zu becircen“, serviere „ihr zu Hause auf der Couch als Absacker Rotwein aus Maßkrügen und grinst dazu debil“. Bis hierhin entspreche die Handlung „der bisherigen Strategie der Verantwortlichen, Klamauk mit Krankem zu paaren“. Doch dann „markiert dieser ‚Tatort‘ nun einen Richtungswechsel im Münsteraner TV-Revier: Das genussvoll gegengeschnittene Gebalze von Boerne und Thiel führt geradewegs in einen (fast) seriösen Themen-Thriller.“ In dieser Folge, so urteilt Buß weiter, „halten sich nun thematische Präzision und schwarzer Humor die Waage“. Mit dem „gekonnt politisch aufgeladenen Fall“, der „leichthändig, aber niemals fahrlässig“ daherkomme, sei der Neuanfang „interessant“ ausgefallen, denn „Boerne und Thiel sind richtig gut, wenn man sie lässt“.
Harald Suerland von den Westfälischen Nachrichten stellt fest, dass nach den letzten mehrheitlich komödiantischen Folgen „die ernsten Elemente“ in der Folge Die chinesische Prinzessin „überwiegen“. An die „dramatische Eingangssequenz“ schließe sich „mit einem komödiantischen Handlungsstrang“ ein bekanntes Element des Münsteraner Tatorts an. Jan Josef Liefers verkörpere erneut „auf schmierig-charmante Art“ den Rechtsmediziner Boerne. Auch Axel Prahl „bekommt zu Beginn seinen Comedy-Auftritt“ in der Rolle des Kommissars Thiel. Der „Fall, der um das mächtige China und dessen Umgang mit Menschenrechten kreist“, wirke „um einiges zeitkritischer“ als „andere, albernere Folgen der Reihe“. Insgesamt sei die Folge „ein bisschen verrätselt“, urteilt Suerland weiter, „was aber nicht schlecht ist“. Nach Ausstrahlung der Folge schrieb Suerland, der „zeitgeschichtliche Hintergrund sorgte für einen vergleichsweise ernsten Münster-‚Tatort‘“, doch „der Siegesruf aus Puccinis China-Oper ‚Turandot‘ täuschte“, zum einen „weil die titelgebende Prinzessin das Mordopfer war“ und zum anderen „die verwirrenden Zusammenhänge um Repressionen und Verfolgung in China mit dem Ende des Films natürlich fortbestanden“. „Die standardisierten Comedy-Episoden der Protagonisten“ fänden wie gewohnt ihren Platz in der Folge, doch trügen sie „einen ungewöhnlichen Akzent“, denn „Thiel und vor allem Boerne mussten einsehen, dass sie ihre jeweilige Mitarbeiterin in der Vergangenheit buchstäblich von oben herab behandelt hatten“. „Für solche neuen Aspekte der bekannten Figuren nahm man auch kleine Unstimmigkeiten und Wirrnisse der Handlung in Kauf“, schloss Suerland seine Nachlese.
Judith von Sternburg von der Frankfurter Rundschau ist der Meinung, die Folge lasse „nichts aus, was zur Drehbuchstandardausrüstung für Unterhaltungskrimis gehört“. Das Drehbuch sehe „gute Gags“ vor, die von der Regie „trocken und beiläufig in Szene“ gesetzt würden. „Wäre ‚Die chinesische Prinzessin‘ eine Nuance ernster, könnte man sich darüber unterhalten, ob das glücklich ist“, so handele es sich jedoch um die „krudeste Verschwörungstheorie“ der Fernsehreihe, die „auf keinen Fall zu versäumen“ sei.
Im Mittelpunkt der Filmkritik von Angelika Zahn vom Focus steht die Rollenverteilung der beiden Hauptdarsteller. „Professor Karl-Friedrich Boerne gibt den affektierten, hochintelligenten Spaßvogel mit Nervpotential, Kommissar Frank Thiel den brummigen Haudrauf“, fasst Zahn die bisherigen Folgen des Ermittlerduos zusammen. „Doch dieses Mal ist alles anders“, denn Boerne sei in der Folge „äußerst kleinlaut und verunsichert“. „Bei den vielen Nebendarstellern verliert man schnell den Überblick“, beurteilt Zahn die Besetzung, aus der Yvonne Yung Hee in der Rolle von Songmas Assistentin Xia Miao hervorsteche und „mit wenigen Worten doch sehr intensiv“ spiele. Insgesamt sei „interessant zu sehen, wie die Stereotypen der Hauptfiguren im neuen ‚Tatort‘ aus Münster aufgebrochen werden – und tausend Mal spannender als der x-te Slapstick-Fall des beliebten Duos“. Zahn schließt mit dem Resümee: „Einschalten lohnt sich“, um „einen spannenden, manchmal etwas verwirrenden Fall“ zu sehen.
„Der ‚Tatort‘ aus Münster bietet wieder einmal einiges Schöne“, urteilt Jochen Hieber von der Frankfurter Allgemeinen Zeitung. „Von wegen lustig, von wegen heiter“ – in der Folge „bleibt keine Zeit für die notorischen Dialoggeplänkel und Statusfrotzeleien zwischen dem Proll-Kommissar Frank Thiel und dem Arroganz-Forensiker“. „Einen absichtsvoll heillosen Personen-Wirrwarr richtet das Drehbuch von Orkun Ertener an“, lautet Hiebers Urteil weiter. Jan Josef Liefers sei der, „der von dieser gegen den üblichen Strich gebürsteten Münsteraner ‚Tatort‘-Folge besonders profitiert“. In der Folge stecke „viel Botschaft“ und vermindere zugleich die „Spielfreude der Schauspieler ebenso wenig wie das Zuschauervergnügen an all den absurden bis abstrusen Volten der Handlung“. „Die Lösung des Falles“ sei „auch dieses Mal eher hanebüchen, mithin jeder Logik, jeder Wahrscheinlichkeit abhold“.
Die Redaktion der TV Today vertritt die Meinung, bei der Folge seien die Filmschaffenden „mit mehr Ernst bei der Sache“ gewesen „als zuletzt“. „Nach dem etwas affigen Anfang erweist sich das Drehbuch“ nach Einschätzung der Redaktion „als Wohltat für das Duo“. „Das Witzereißen“ trete in dieser Folge in den Hintergrund, nachdem es „zuletzt überhandgenommen hatte“. „Nicht, dass an dieser doch ziemlich konstruierten Folge alles glänzt, aber immerhin hat der Fall eine politische Dimension“, lautet das Urteil weiter. An „eine Art Neustart des Duos“ glaubend vergab die Redaktion zwei von drei möglichen Punkten.
Nach Einschätzung der Deutschen Presse-Agentur handelt es sich bei der Folge um einen „komplizierten Fall“, der „für Münster-Verhältnisse einen ungewöhnlich politischen“ Charakter hat. „Der Fall strengt die ‚Tatort‘-Zuschauer an“, da ihnen „viele gleich klingende Namen“ sowie „ein schwer zu überblickendes Beziehungsgeflecht“ präsentiert würden. Die Folge enthalte „viel Erzählstoff für eineinhalb Stunden“, dennoch gelinge es ihr nicht, „permanent die Spannung aufrechtzuerhalten“. „Die Privatgeschichten bleiben dagegen durchweg spannend“, die Boerne, Thiel sowie ihre Assistentinnen zu erzählen wüssten.

#### Überwiegend negative Kritiken
Holger Gertz von der Süddeutschen Zeitung sieht zwischen den beiden Protagonisten „mehr Fürsorge“ und „weniger Reibung“, was durchaus „verheißungsvoll“ sei. „Das ist zwar weniger albern, hilft der Geschichte jedoch nicht besonders“, urteilt Gertz weiter. „Den Münsteranern mal ein schwergängigeres Thema anzuvertrauen“, sei „keine üble Idee“ und durchaus „mutig“. Doch bei der Handlung sei „ziemlich großzügig aufgetragen“ worden, so dass die Folge „überladen“ wirke. Die „komplizierte Geschichte“, die „Personen mit komplizierten Namen“ enthalte, „die einem nicht nahekommen“ wollen, lasse den Zuschauer „rat- und heimatlos zurück“. Gertz endet mit der Feststellung: „der letzte Fluchtweg, das Ganze als eine Art Farce zu verstehen oder als Parodie, bleibt auch versperrt – dafür ist die politische Dimension der Story zu ehrgeizig ausgestellt.“
„Die Ulknudeln aus Münster bescheren der ARD dank der meist gelungenen Mischung aus Krimi und Komödie regelmäßig Einschaltquoten auf Rekordniveau“, räumt Lars-Christian Daniels von Filmstarts ein. Doch zugleich gibt er zu bedenken, dass die Charaktere der Protagonisten inzwischen „ein wenig in die Jahre gekommen“ seien und sich seit längerer Zeit nicht „wirklich weiter entwickelt“ hätten. „Eine kräftige Kurskorrektur“ sei deshalb mit der Folge Die chinesische Prinzessin vorgenommen worden, wodurch die Folge „der witzloseste Münsteraner Fadenkreuzkrimi aller Zeiten“ geworden sei. „Mit dem Ergebnis dürften aber weder die Fans noch die Kritiker von Thiel und Boerne wirklich glücklich werden“, mutmaßt Daniels. Auf dem „ernsthaften Weg, der in auffallendem Widerspruch zum bisherigen Konzept steht“, fehlten „die fest zum Konzept zählenden Neckereien mit der kleinwüchsigen Assistentin Silke Haller“. „Ein denkwürdiger Münsteraner Moment“ werde im Finale der Folge geliefert, wenn Boerne sich „ehrlich und aufrichtig bei seiner sichtlich gerührten Helferin bedankt und sie zum ersten Mal nicht spöttisch mit ‚Alberich‘, sondern mit ‚Frau Haller‘ anspricht“. Die Folge werde dadurch jedoch nach Einschätzung Daniels nicht „entscheidend aufgewertet“, denn die Handlung falle „nicht nur reichlich konfus, sondern für den ‚Tatort‘ auch einfach eine Nummer zu international aus“. Zudem sei „auch die Political Incorrectness, bekanntlich ein Münsteraner Markenzeichen“, in der Folge „eher irritierend als amüsant“. Der eine oder andere „ungewöhnlich nachdenkliche Moment“ werde „durch einen flapsigen Spruch ruiniert“, was „schade“ sei. Daniels ist der Meinung, im Münsteraner Tatort sei „Schluss mit lustig“, denn es „darf so wenig gelacht werden wie noch nie“. Sein Fazit lautet: „diese Kurskorrektur ist zwar mutig, aber (noch) nicht überzeugend“, weswegen er in der Gesamtwertung zwei von möglichen fünf Punkten vergab.
In der Folge „geht es Münster-typisch drunter und drüber“, lautet das Urteil von Ulli Tückmantel von der Rheinischen Post.

#### Zuschauerreaktionen
An einer nicht repräsentativen Abstimmung der Münsterschen Zeitung zur Frage „Wie fanden Sie den Münster-Tatort?“ nahmen 617 Leser teil. Mit 49,76 % antworteten fast die Hälfte der Umfrageteilnehmer, dass ihnen der Tatort „gut gefallen“ habe. In etwa gleichauf lagen die beiden Antworten „Ich fand den Krimi nicht sonderlich originell oder spannend“ (17,67 %) sowie „Mir haben die sonst üblichen Sticheleien zwischen Thiel und Boerne gefehlt“ (17,5 %). Dass sie die Tatort-Folge nicht gesehen haben, gaben 15,07 % der Befragten an.

### Spekulationen über das Ende des Ermittlerduos
Kurz nach Ausstrahlung der Folge Die chinesische Prinzessin dementierte Axel Prahl per Facebook die Spekulationen, aus dem Münsteraner Tatort aussteigen zu wollen, die nach der Ausstrahlung der vorherigen Folge Summ, Summ, Summ überregional durch die Presse verbreitet worden waren. Liefers hatte noch Anfang Oktober 2013 kundgetan, die Fernsehreihe zu verlassen, sollte jemand aus der Kernmannschaft aussteigen. Er wird von der Fernsehzeitschrift TV Digital mit den Worten zitiert: „Wenn die nikotinsüchtige Staatsanwältin, die kleine Alberich oder der kiffende Taxifahrer-Vater den Hut an den Nagel hängt, ist für uns alle Schluss – das stimmt wirklich“.
Zuvor wurden bereits nach Beendigung der Dreharbeiten der Folge Anfang Mai 2013 von Liefers Überlegungen bestätigt, eine Tatort-Folge für die Kinoleinwand zu produzieren. Damit würden die Ermittler aus Münster in die Fußstapfen von Götz George in der Rolle des Tatort-Kommissars Horst Schimanski treten, der in den 1980er Jahren mit Zahn um Zahn und Zabou im Kino zu sehen war.

### Einschaltquoten
Die Erstausstrahlung von Die chinesische Prinzessin am 20. Oktober 2013 wurde in Deutschland insgesamt von 12,44 Millionen Zuschauern gesehen und erreichte einen Marktanteil von 33,5 % für Das Erste. Damit setzte sich die Tatort-Folge an die Spitze der Quoten-Hitliste des Tages und platzierte sich nur einen halben Prozentpunkt hinter der vorherigen Folge Summ, Summ, Summ, mit der der Münster-Krimi im Frühjahr 2013 die beste Tatort-Quote seit 20 Jahren erzielt hatte. In der Gruppe der 14- bis 49-jährigen Zuschauer konnten 3,95 Millionen Zuschauer und ein Marktanteil von 26,1 % erreicht werden, wobei der Tatort beim jüngeren Publikum die Ausstrahlung von Pirates of the Caribbean – Fremde Gezeiten auf ProSieben überflügeln konnte. Dabei musste sich die Ausstrahlung im Herbst 2013 mit Pirates of the Caribbean – Fremde Gezeiten nach Einschätzung von Alexander Krei von DWDL mit einer stärkeren Konkurrenz messen, als dies im Frühjahr 2013 der Fall war.
In Österreich wurden 755.000 Zuschauer erreicht und damit eine durchschnittliche Reichweite von 10 % sowie ein Marktanteil von 25 % erzielt. Damit war Die chinesische Prinzessin in Österreich geringfügig erfolgreicher als die vorherige Münsteraner Folge Summ, summ, summ.
In der Schweiz verfolgten 580.000 Zuschauer im Alter von über drei Jahren die Erstausstrahlung der Folge und bescherten ihr dadurch einen Marktanteil von 28,6 %. In der Gruppe der 15- bis 59-jährigen Zuschauer wurden 305.000 Zuschauer gezählt sowie ein Marktanteil von 24,5 % gemessen.

### Diskriminierende Sprache und Haltung
Bei späteren Sendungen wurde eine Texttafel der Episode mit folgendem Inhalt vorangestellt: „Das folgende fiktionale Programm wird, als Bestandteil der Fernsehgeschichte, in seiner ursprünglichen Form gezeigt. Es enthält Passagen mit diskriminierender Sprache und Haltung.“